# 新北市三峽區北大國民小學
新北市三峽區北大國民小學（簡稱北大國小）是位於新北市三峽區臺北大學特定區的公立國民小學，因附近人口增加而設校，成立於2012年8月1日。

## 沿革
- 2012年「新北市三峽區北大國民小學」成立，借用龍埔國小校舍上課。
- 2016年8月1日，遷回北大國小辦公並成立志工大隊。[2]。
- 2017年8月，與富邦文教基金會、沛德國際教育簽約引進自我領導力教育；自立午餐廚房試營運、成立非營利幼兒園[3]。
- 2018年4月28日，於校慶日正式啟用圖書館。
- 2023年4月15日，執行教育部第11屆「高級中等以下學校防災校園建置計畫」獲進階學校優選。6月12日，潛能班增班，形成2班分散式資源班[4]。

## 歷任校長
- 林建能：101年8月1日-109年8月1日
- 劉文章：109年8月1日-至今

## 外部連結
- 北大國小官方網站（页面存档备份，存于）
- 新北市三峽區北大國民小學Facebook （页面存档备份，存于）